# Utz Kampmann

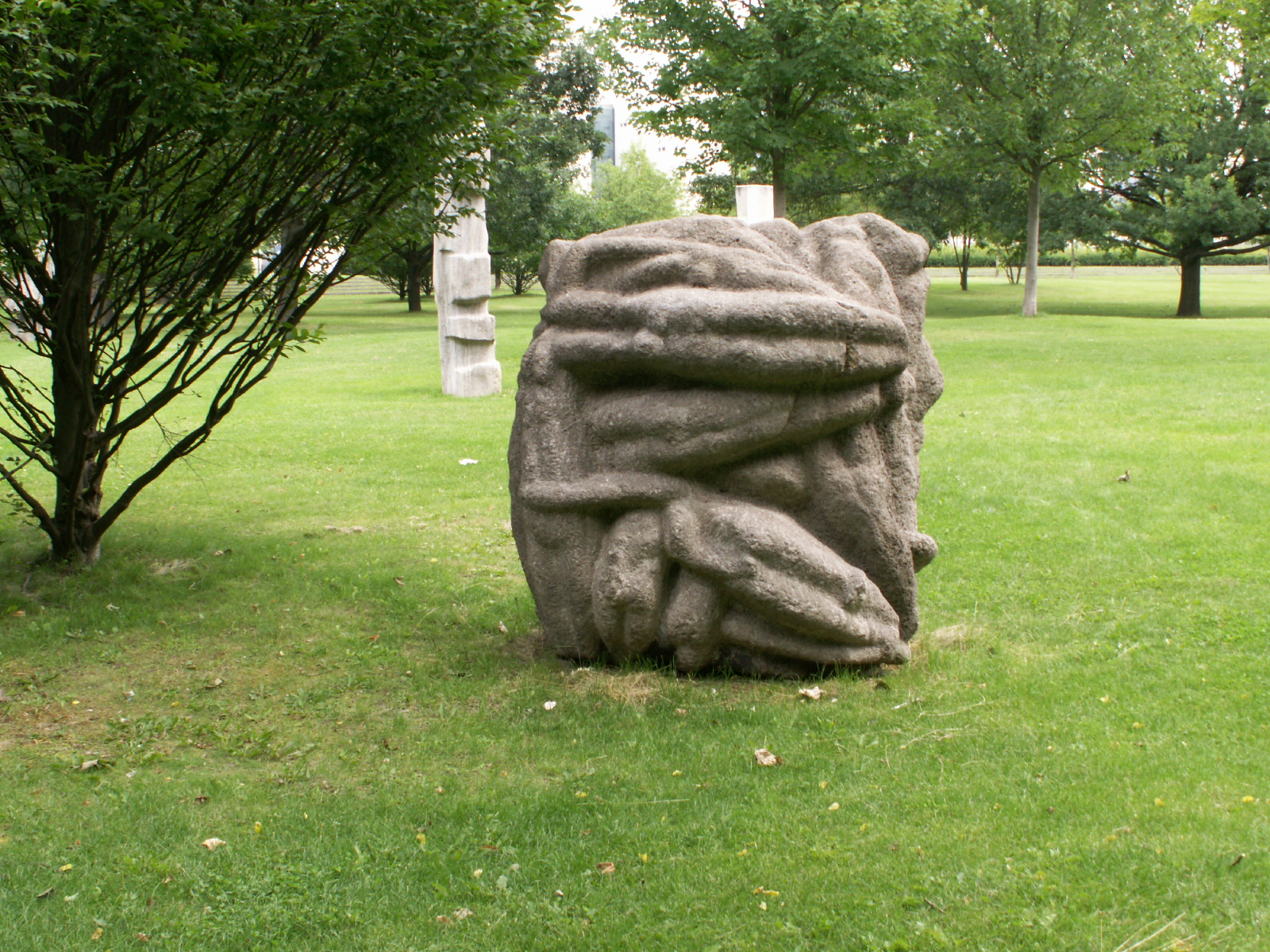
Ohne Titel, 1961/1963, anlässlich des „Symposions europäischer Bildhauer“, Berlin, Tiergarten

Rüdiger-Utz Kampmann (* 9. November 1935 in Berlin; † 18. Oktober 2006 in Cogolin/Grimaud, Frankreich) war ein deutscher Bildhauer und Objektkünstler.

## Leben und Werk
Utz Kampmann wurde 1935 als erstes von drei Kindern von Kat Kampmann und Walter Kampmann geboren. Er studierte von 1957 bis 1963 an der Berliner Hochschule für Bildende Künste als Meisterschüler von Karl Hartung. Im Jahr 1964 wurde er zusammen mit Clemens Fischer, Winfried Gaul und Rolf Szymanski mit dem Villa-Romana-Preis ausgezeichnet, im Jahr 1965 erhielt er den Deutschen Kunstpreis der Jugend. Im Jahr 1965 hatte er seine erste Einzelausstellung in der Galerie Müller in Stuttgart. Er ist bekannt für seine Skulpturen aus Acryl und Plexiglas-Quader, aber auch für Farbobjekte und Kinetische Objekte.
Von 1966 bis 1968 war er mit der Farbkoordinierung für den Bau des Märkischen Viertels in Berlin beauftragt.
1963 war er auf der Ausstellung Junger Westen in der Kunsthalle Recklinghausen vertreten und 1967 war er Teilnehmer der Biennale de Paris. Im Jahr 1968 war er mit vier kubischen Acrylglas-Skulpturen auf der 4. documenta in Kassel vertreten.
1970 zog Kampmann nach Lütisburg in der Schweiz, seit 1975 lebte er auf verschiedenen Inseln in Griechenland, darunter Rhodos. 1980 kam er nach Berlin zurück und war an der Renovierung des Martin-Gropius-Baus beteiligt, die sein Halbbruder Winnetou Kampmann leitete. 1991 ließ sich Kampmann in Cogolin nieder, wo er 2006 verstarb.
Kampmann war in erster Ehe mit Ingrid Kampmann, geb. Krüger verheiratet, aus der Ehe stammen die beiden Kinder Paco und Kecia. In zweiter Ehe war er mit Erika Kampmann, geb. Zeyer verheiratet.